# Рання залізна доба на території України
Рання залізна доба — період в історії людства, коли люди почали використовувати залізо для виготовлення знарядь праці. Сліди найдавнішого виробництва заліза в Україні виявлені на її крайньому північному сході в поселенні, яке датується XV—XIV ст. до н. е. Залізо поступово витісняє з ужитку бронзу.
Відбувся перехід до кочового скотарства.
Рання залізна-остання епоха давнини, яка тривала від кінця ІІ до І тисячоліття до нашої ери. На теренах України ця епоха бере початок у ХІІ столітті до нашої ери. Найцікавіші сторінки ранньої залізної доби пов'язані зі скіфами та сарматами. Саме тому вчені виділяють періоди цієї епохи: передскіфський (кімерійський) — ІХ — перша пол. VII ст. до н. е., скіфський — друга пол. VII — ІІ ст. до н. е., сарматський — ІІІ/ІІ ст. до н. е. — IV ст. н. е.
(городища), оточені валами та ровами. Відомі пам'ятки чорноліської культури поблизу Мирополя Романівського району, у Баранівському районі та у м. Андрушівці.

## Скіфський період
Скіфський період розпочинається на рубежі VIII — VII ст. до н. е., коли у Причорномор'ї з'явилися скіфські племена, які згодом підкорили землі між Дніпром і Дунаєм, асимілювали, поріднились із місцевим населенням Лісостепу та Полісся. На півдні Житомирщини жили скіфи-орачі, яких лише умовно можна вважати скіфами. Вони залишилися поза впливом класичної скіфської культури і були її північним прикордонням. Вчені вважають, що це було місцеве землеробське населення, яке продовжувало традиції своїх попередників. У Поліссі протослов'янські землеробські племена вели осілий спосіб життя. Жили вони невеликими родовими поселеннями неукріпленого типу, що розташовувалися на високих берегах річок, ярів. Житла — напівземлянки стовпової конструкції.
Таке поселення виявлено на лівому березі р. Церем між Малою та Великою Горбашами Новоград-Волинського району. Крім поселень люди споруджували укріплені городища. Городища розміщалися на високих берегах річок, мисах, де були важкодоступні ворогові, тому що укріплялися штучно ровами і валами. У цей час поряд з городищами існували великі поселення. На поселеннях зустрічається велика кількість уламків кераміки (глиняного посуду), уламки кам'яних сокир, скребачки та інше.
На території Житомирщини, у лісостеповій її зоні та в Житомирі, значна кількість городищ, поселень, курганних могильників того часу.
У 1975 р. експедицією АН УРСР під керівництвом М. П. Кучери було обстежено городище на правому березі р. Церем, відоме з ХІХ ст. Воно знаходиться у с. Городище Новоград-Волинського району, у ІІ половині І тис. до н. е. було заселено племенами милоградської культури. Житла — квадратної форми, заглиблені в землю. Населення займалося землеробством, скотарством, полюванням, рибалило, обробляло залізо та мідь. М. П. Кучера датує городище залізно добою.
У Новоград-Волинському районі у 1998 р. експедицією Інституту археології НАН України під керівництвом М. П. Кучери на південно-західній околиці с. Гульськ, на лівому березі р. Случ, було обстежено укріплене городище ранньозалізної доби, про що свідчать матеріали, зібрані експедицією.
У басейні Прип'яті, на північ від скіфів-орачів, мешкали племена милоградської культури, вчені їх пов'язують із старожитностями неврів, які належать до ранніх слов'ян.
Протягом епохи ранньої залізної доби кам'яні знаряддя остаточно поступаються металевим.